# Häxspökuggla
Häxspökuggla (Ninox theomacha) är en fågel i familjen ugglor inom ordningen ugglefåglar.

## Utseende och läte
Häxspökugglan är en rätt liten uggla med mörkbrun rygg och varmt chokladrunt bröst. På huvudet syns korta och ljusa ögonbrynsstreck som bildar ett V. I vissa områden har fåglar breda och vita streck på buken och vita fläckar på ryggen. Den skiljs från andra ugglor på Nya Guinea genom mindre storlek och avsaknad av tydliga streck eller tvärband. Lätet är ett tvåstavigt nedåtböjt "hooo-hooo!" som upprepas i intervaller.

## Utbredning och systematik
Häxspökuggla delas in i fyra underarter:
- Ninox theomacha hoedtii – förekommer på öarna Waigeo och Misool (utanför västra New Guinea)
- Ninox theomacha theomacha – förekommer på Nya Guinea
- Ninox theomacha goldii – förekommer på D'Entrecasteaux-öarna (Goodenough, Fergusson, Normanby)
- Ninox theomacha rosseliana – förekommer på Louisiadeöarna (Tagula och Rossel)

Underarten hoedtii inkluderas ibland i nominatformen.

## Levnadssätt
Häxspökugglan är den vanligaste ugglan i låglänta och bergsbelägna skogar och skogsbryn. Den fångar ofta insekter i flykten från en sittplats.

## Status och hot
Arten har ett stort utbredningsområde, men tros minska i antal, dock inte tillräckligt kraftigt för att den ska betraktas som hotad. Internationella naturvårdsunionen IUCN listar arten som livskraftig (LC).